# Condado de Sunflower
O Condado de Sunflower é um dos 82 condados do estado norte-americano do Mississippi. A sede de condado é Indianola que é também a sua maior cidade.
O condado tem uma área de 1831 km² (dos quais 34 km² estão cobertos por água), uma população de 34 369 habitantes, e uma densidade populacional de 19 hab/km² (segundo o censo nacional de 2000). O condado foi fundado em 1844 e recebeu o seu nome a partir do rio Sunflower.

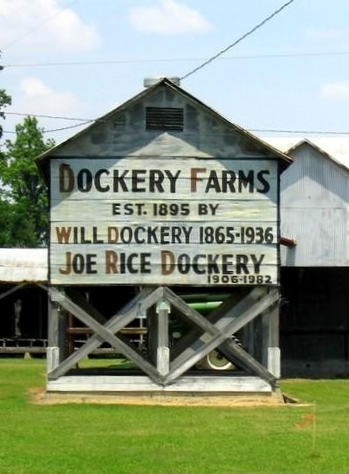
A Dockery Plantation, no condado de Sunflower, Mississippi